# みんな出て恋恋来い!
『みんな出て恋恋来い!』（みんなでてこいこいこい）は、1983年10月8日から1984年3月24日までフジテレビ系列局（一部を除く）で放送されていたフジテレビ制作のバラエティ番組である。放送時間は毎週土曜 19:30 - 20:00 （日本標準時）。

## 概要
全編小学生が主役の番組で、山口良一、小柳みゆき（後の小柳友貴美）、嶋大輔がレギュラーを務めていた。

## オンエアの流れ
オープニングでは、山口・小柳・嶋の3人によるオープニングテーマの歌唱の後、世の中のつまらない出来事を紹介する「つまらなゼミナール」を実施。そしてジャージ姿に眼鏡をかけた農家の青年をイメージしたコスチュームを着た男性による「踊りが出るぞー!」とのコールの後に、3人によるオープニングダンスが行われた。
番組前半では、町角へ出向いたテレビカメラに現地の小学生たちが言いたい放題言う「すたこらステーション」、スタジオにいる小学生たちが討論を繰り広げる「小学生討論座談会」の2コーナーを実施。そして番組後半には、一般公募で集められた大学生以上の女性と小学生たちによるトークバトル「ポケポケスッポン」が行われた。
エンディングでは、オープニングにも登場した農家の青年姿の男性による「落書きボード、下りてこーい!」のコールの後、巨大な落書きボードがスタジオへ降り、それに小学生たちが番組の出演記念として落書きを残していった。また農家の青年姿の男性によるコールの際は必ず銅鑼を叩く演出が付された。

## 放送局
- フジテレビ（制作局）：土曜 19:30 - 20:00
- 富山テレビ：土曜 19:30 - 20:00[1]
- 石川テレビ：土曜 19:30 - 20:00[1]
- 福井テレビ：土曜 19:30 - 20:00[1]